# Fernando Sánchez (boxeador)
Fernando Sánchez López (Miranda de Ebro, 3 de marzo de 1948-Miranda de Ebro, 16 de octubre de 2023), fue un boxeador español. Su nombre para el mundo del boxeo y por el que es conocido y recordado es Fernando "El Chino" Sánchez. Fue campeón de Europa superligero en 1978. Su hermano Rodolfo Sánchez, también boxeador, fue campeón de Europa en superpluma.

## Carrera profesional
El 12 de mayo de 1973 celebra su primer combate como profesional en su ciudad natal ante Amado López. 
Se proclama por primera vez campeón de España superligero el 10 de marzo de 1974 en Zaragoza ante Fernando Pérez. Este título lo revalidará otras 7 veces más.
Pero su combate más famoso fue el acontecido el 9 de septiembre de 1978, en Miranda de Ebro, cuando se proclamó campeón de Europa de los pesos superligeros al vencer al británico Colin Powers por KO en el asalto 12. Tres meses más tarde, el 2 de diciembre en 1978, revalida su título de campeón de Europa en Bilbao al vencer al italiano Giuseppe Martinese a los puntos en 15 asaltos.
Su último combate lo disputó el 10 de julio de 1980 en Badalona ante Antonio Guinaldo.
Durante su carrera profesional, Fernando "El Chino" Sánchez disputó 51 combates, de ellos ganó 38 (14 por KO), perdió 10 e hizo 3 combates nulos.
Fue conocido en su localidad natal su gusto por las peleas y conflictos callejeros, el derroche, y la vida nocturna durante sus años de esplendor.

### Palmarés
- Títulos de España
  - 10 de marzo de 1974, en Zaragoza, vence a Fernando Pérez.
  - 1 de junio de 1974, en Miranda de Ebro, vence a Francisco Javier Arbizu Torres.
  - 5 de diciembre de 1974, en Bilbao, vence a Horacio Ruiz.
  - 5 de junio de 1976, en Miranda de Ebro, vence a Mariano Pérez.
  - 11 de septiembre de 1976, en Miranda de Ebro, vence a Jesús Rodríguez De La Rosa.
  - 6 de marzo de 1977, en Miranda de Ebro, vence a Fernando Pérez.
  - 10 de septiembre de 1977, en Miranda de Ebro, vence a Mariano Pérez.
  - 12 de julio de 1978, en Bilbao, vence a Perico Fernández.

- Títulos de Europa
  - 9 de septiembre de 1978, en Miranda de Ebro, vence a Colin Powers.
  - 2 de diciembre de 1978, en Bilbao, vence a Giuseppe Martinese.